# Улица Лембиту
У́лица Ле́мбиту (эст. Lembitu tänav) — улица в Таллине, столице Эстонии.

## География
Пролегает в микрорайоне Сибулакюла (в переводе: «Луковая деревня») городского района Кесклинн (эст. Kesklinn — «Центр города»). Начинается от бульвара Рявала и заканчивается на перекрёстке с улицей Лийвалайа.
Протяжённость — 434 м.

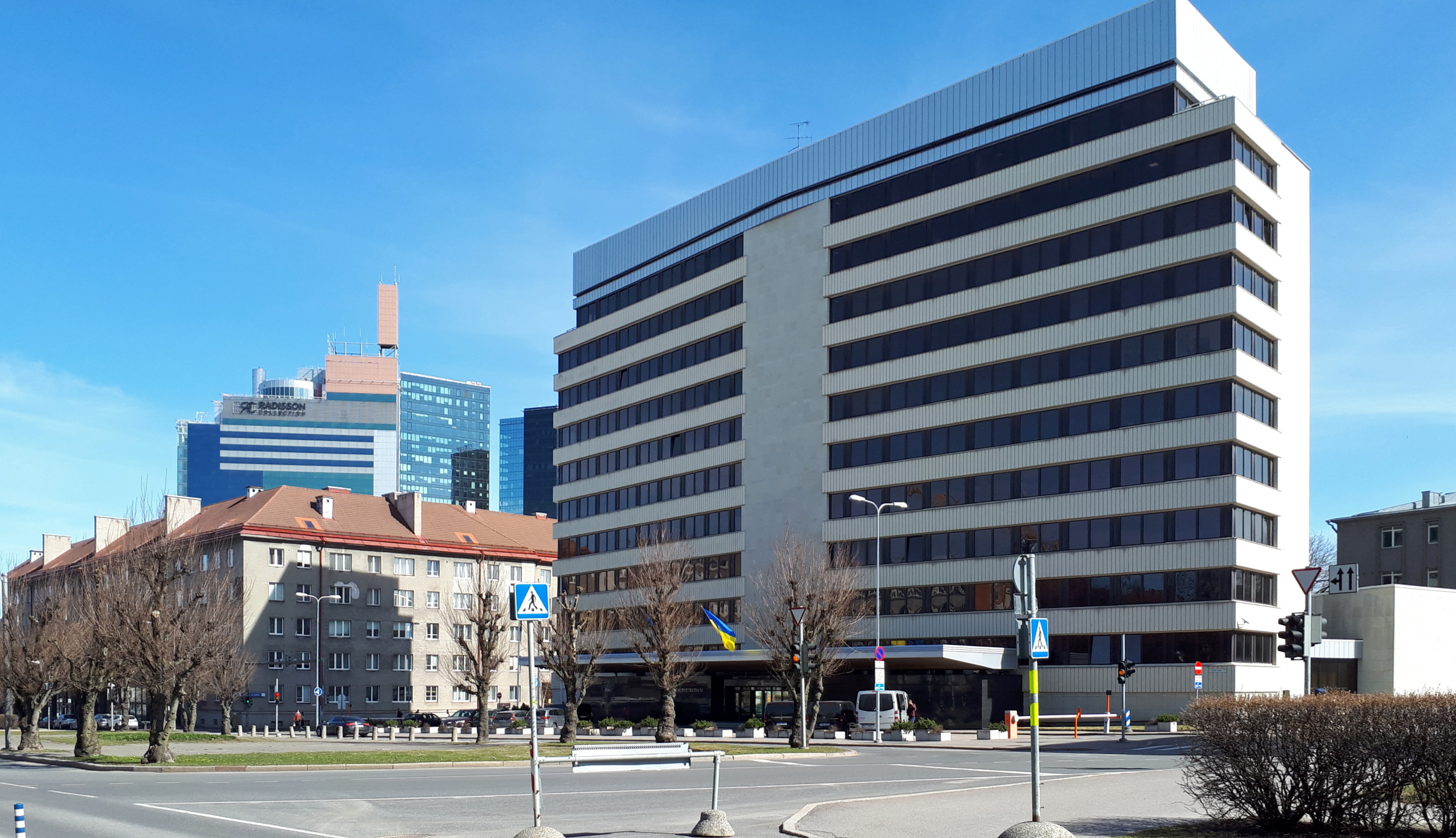
Перекрёсток улицы Лембиту и бульвара Рявала

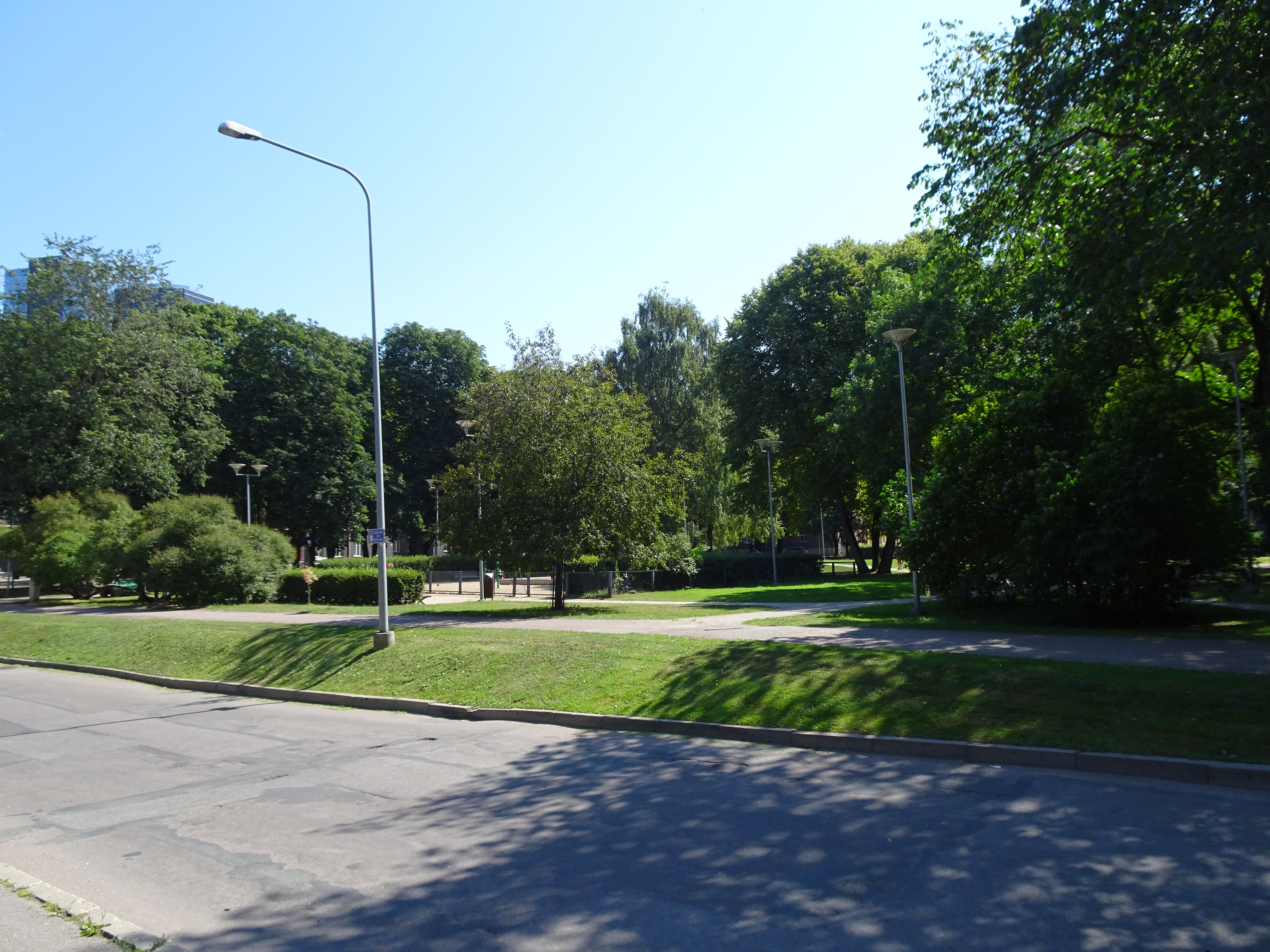
Парк Лембиту

Между улицами Лембиту и Антса Лаутера находится парк Лембиту.
У перекрёстка улиц Лембиту и Лийвалайа расположен отель «Олимпия».

## История
В конце XIX века — начале XX века улица носила название Большая Балясная улица (эст. Suur-Balesna tänav, Suur-Baleasna tänav, нем. Grosse Baleasnoi-Strasse, Große Baleasnoistraße) и Полесная улица (эст. Balesna tn, Paliasna uulits, нем. Palesnaja Straße, Balesnowoi-Straße, Bolesnoy Straße). 
Название улицы произошло от фамилии Николая Пантелеевича Балясного, который имел там дом, в 1807 году выставленный на продажу в покрытие его долгов. Иногда также использовались фамилии других домовладельцев, в частности, в 1813 году улицу называли нем. Lapinskoy Straße (улица Лапинского), в 1833 году – нем. Pimenowsche Straße (улица Пименовича — по отчеству купца Ивана Пименовича Дерикова). 
Современное название улица официально получила 17 января 1923 года.
В доме 10 до Второй мировой войны располагалась Женская клиника Вильгельма Кнюпфера (эст. Knüpfferi naistekliinik), в советское время — поликлиника Министерства внутренних дел Эстонской ССР.

## Застройка
Историческая застройка улицы сильно пострадала во время мартовской бомбардировки Таллина в 1944 году. В настоящее время улица имеет застройку, в основном относящуюся к середине XX века:
- дом 3 — четырёхэтажный дом построен в 1938 году по проекту архитектора Эугена Захариаса[эст.], является одним из лучших образцов представительского доходного дома того времени[6]. В 1972 году был перестроен под гостиницу Министерства иностранных дел Эстонской ССР, с 2006 года используется МИДом Эстонии в качестве рабочего здания;
- дом 6 — четырёхэтажный квартирный дом 1961 года постройки;
- дом 7 — пятиэтажный квартирный дом с коммерческими площадями на первом этаже, построен в 1956 году;
- дом 8 — пятиэтажный квартирный дом, построен в 1952 году; в том же году во дворе дома были построены гаражи;
- дом 12 — семиэтажное здание гостиницы с подземным этажом для парковки; было перестроено из здания клиники и построенного в 1973 году офисного здания;
- дом 14 — пятиэтажный квартирный дом, построен в 1958 году.

## Предприятия
- Lembitu tn 12 — 4-звёздочный отель «L'Embitu» гостиничной сети «4* Hotell L'Ermitage»[8].

## Общественный транспорт
По улице проходят маршруты городских автобусов № 3, 15, 16, 31, 54 и 67. Остановок на самой улице нет.